# Liste der Kulturdenkmäler in Brauweiler (Rheinland-Pfalz)
In der Liste der Kulturdenkmäler in Brauweiler sind alle Kulturdenkmäler der rheinland-pfälzischen Ortsgemeinde Brauweiler aufgeführt. Grundlage ist die Denkmalliste des Landes Rheinland-Pfalz (Stand: 2. August 2023).

## Einzeldenkmäler
| Bezeichnung | Lage               | Baujahr | Beschreibung                                           | Bild            |
| ----------- | ------------------ | ------- | ------------------------------------------------------ | --------------- |
| Wohnhaus    | Hauptstraße 2 Lage | 1864    | ehemalige Schule; eineinhalbgeschossiger Putzbau, 1864 | Fotos hochladen |